# Голідей-Поконо (Пенсільванія)
Голідей-Поконо (англ. Holiday Pocono) — переписна місцевість (CDP) в США, в окрузі Карбон штату Пенсільванія. Населення — 583 особи (2020).

## Географія
Голідей-Поконо розташований за координатами 41°1′51″ пн. ш. 75°36′39″ зх. д. / 41.03083° пн. ш. 75.61083° зх. д. (41.030757, -75.610698).  За даними Бюро перепису населення США в 2010 році переписна місцевість мала площу 6,18 км², з яких 6,07 км² — суходіл та 0,11 км² — водойми.

## Демографія
Згідно з переписом 2010 року, у переписній місцевості мешкало 476 осіб у 218 домогосподарствах у складі 137 родин. Густота населення становила 77 осіб/км².  Було 444 помешкання (72/км²).
Расовий склад населення:
| - 96,0 % — білих - 1,1 % — чорних або афроамериканців - 0,2 % — азіатів - 1,1 % — осіб інших рас |

До двох чи більше рас належало 1,7 %. Частка іспаномовних становила 8,4 % від усіх жителів.
За віковим діапазоном населення розподілялося таким чином: 19,3 % — особи молодші 18 років, 58,4 % — особи у віці 18—64 років, 22,3 % — особи у віці 65 років та старші. Медіана віку мешканця становила 48,3 року. На 100 осіб жіночої статі у переписній місцевості припадало 120,4 чоловіків;  на 100 жінок у віці від 18 років та старших — 124,6 чоловіків також старших 18 років.
Середній дохід на одне домашнє господарство  становив 58 642 долари США (медіана — 44 063), а середній дохід на одну сім'ю — 67 981 долар (медіана — 50 284). За межею бідності перебувало 2,2 % осіб, у тому числі 0,0 % дітей у віці до 18 років та 4,6 % осіб у віці 65 років та старших.
Цивільне працевлаштоване населення становило 213 осіб. Основні галузі зайнятості: роздрібна торгівля — 25,8 %, освіта, охорона здоров'я та соціальна допомога — 19,2 %, науковці, спеціалісти, менеджери — 14,6 %, мистецтво, розваги та відпочинок — 13,6 %.